# Dornier Do 231
Mit dem Projekt Do 231 V-Jet gewann Dornier Anfang der 1970er-Jahre einen vom deutschen Bundeswirtschaftsministerium ausgeschriebenen Entwurfswettbewerb für ein zukünftiges ziviles und militärisches V/STOL-Transportflugzeug für 100 Passagiere. Die Anforderungskriterien wurden von einem Sachverständigenausschuss unter Beteiligung der Ministerien für Wirtschaft, Verkehr und Verteidigung sowie von Experten der Luftfahrtforschung, der Lufthansa und der Industrie festgelegt. Der von Dornier eingereichte Vorschlag fußte auf den Erfahrungen mit der Dornier Do 31.

## Beschreibung
Die Do 231 wurde als freitragender Schulterdecker mit gepfeilten Tragflächen und T-Leitwerk ausgelegt. Die Triebwerksanlage sollte aus zwei Zweikreis-Marschtriebwerken in Gondeln an Stielen im Flügelmittelteil und zwölf Hubtriebwerken bestehen. Je vier Hubtriebwerke waren in Gondeln an den Außenflügeln und je zwei weitere im Rumpfbug und Heck vorgesehen.
Die Energiekrise 1973 beendete die weiteren Planungen, da das Flugzeug mit dem hohen Energiebedarf beim Senkrechtstart nicht mehr wirtschaftlich gewesen wäre.

## Projekt Daten
| Kenngröße                           | Daten                                            |
| ----------------------------------- | ------------------------------------------------ |
| Länge                               | 36,2 m                                           |
| Spannweite                          | 26 m                                             |
| Höhe                                | 9,55 m                                           |
| Streckung                           | 5,633                                            |
| Marschtriebwerke                    | 2 × Rolls Royce RB.220 mit je 10.850 kp Schub    |
| Hubtriebwerke                       | 12 × Rolls Royce RB.202-25 mit je 5.935 kp Schub |
| Höchstgeschwindigkeit               | 900 km/h                                         |
| Normale Reichweite                  | 800 km                                           |
| Passagiere                          | 100                                              |
| Max. sicheres Senkrechtstartgewicht | 59.000 kg                                        |